# Paris-Tours 2003
La 97e édition de la course cycliste Paris-Tours, qui s'est déroulée le dimanche 5 octobre 2003, est remportée au sprint par l'Allemand Erik Zabel.

## Récit de la course
L'échappée matinale (Jacky Durand, Samuel Dumoulin et Tom Boonen notamment) est reprise à 14 kilomètres de l'arrivée. Paolo Bettini attaque ensuite à deux reprises entre 6 et 4 kilomètres de l'arrivée. Il est rattrapé par le peloton peu avant la flamme rouge. La course se joue donc dans un sprint massif. Alessandro Petacchi le lance à deux cent cinquante mètres de l'arrivée. Erik Zabel réussit à le dépasser et s'impose. Stuart O'Grady termine troisième et complète le podium.

## Classement final
|    | Coureur             | Pays             | Équipe                 | Temps           |
| -- | ------------------- | ---------------- | ---------------------- | --------------- |
| 1  | Erik Zabel          | Allemagne        | Deutsche Telekom       | 5 h 24 min 55 s |
| 2  | Alessandro Petacchi | Italie           | Fassa Bortolo          | m.t.            |
| 3  | Stuart O'Grady      | Australie        | Crédit agricole        | m.t.            |
| 4  | Baden Cooke         | Australie        | Fdjeux.com             | m.t.            |
| 5  | Franck Renier       | France           | Brioches La Boulangère | m.t.            |
| 6  | Julian Dean         | Nouvelle-Zélande | Team CSC               | m.t.            |
| 7  | Stefano Zanini      | Italie           | Saeco                  | m.t.            |
| 8  | Luca Paolini        | Italie           | Quick Step-Davitamon   | m.t.            |
| 9  | Fred Rodriguez      | États-Unis       | Vini Caldirola         | m.t.            |
| 10 | Peter Van Petegem   | Belgique         | Davitamon-Lotto        | m.t.            |